# Acalolepta marmorata
Acalolepta marmorata là một loài bọ cánh cứng trong họ Cerambycidae.